# Scapy
Scapy é uma ferramenta de manipulação de pacotes para redes de computadores , [3] [4] escrita em Python por Philippe Biondi. Ele pode forjar ou decodificar pacotes , enviá-los na rede, capturá-los e corresponder a solicitações e respostas. Ele também pode manipular tarefas como varredura, tracerouting , sondagem, testes de unidade , ataques e descoberta de rede .
O Scapy fornece uma interface Python para a libpcap , (WinPCap / Npcap no Windows), de maneira similar àquela em que o Wireshark fornece uma visão e captura da GUI . Ele pode interagir com uma série de outros programas para fornecer visualização incluindo Wireshark para pacotes de decodificação, gnuplot para fornecer gráficos, graphviz ou VPython para visualização, etc.
O Scapy suporta o Python 3 desde 2018 (scapy 2.4.0+). Kamene é um fork independente de scapy originalmente chamado scapy3k.